# L gauge
L gauge (abreviação de "LEGO gauge") é um termo não-oficial usado para designar os trens (comboios em Portugal) construídos com blocos LEGO. A expressão "gauge" refere-se à bitola de uma ferrovia, com base na distância entre os trilhos. As ferrovias de modelismo em LEGO, utilizam as mesmas bitolas usadas nas escalas N e HO e foram reunidas no padrão "L Gauge", que recentemente tem sido utilizados pelos LEGO Train Clubs (LTCs) que tem participado mais seriamente de grandes eventos de ferromodelismo.

## Características

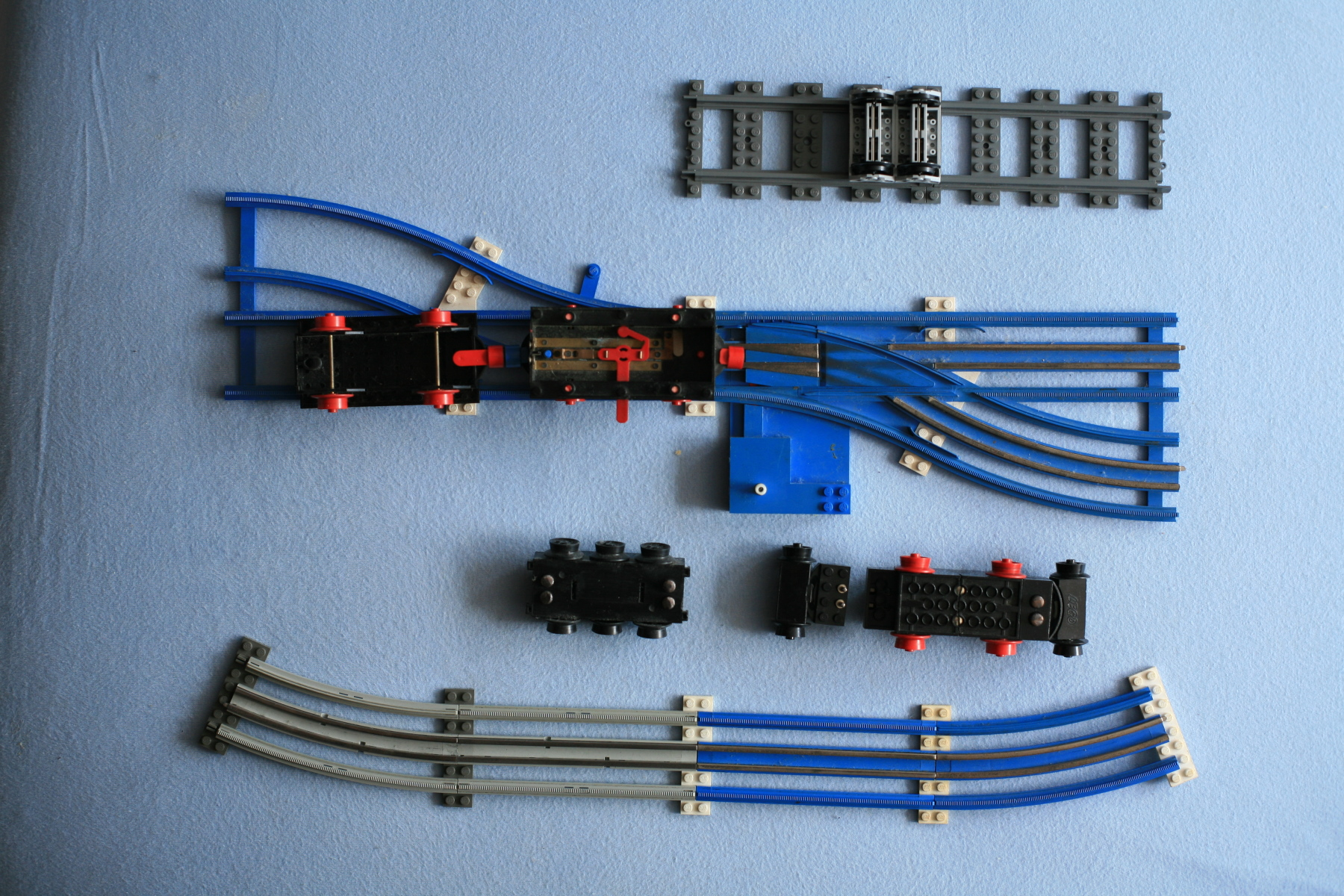
Conjunto de peças de "Trens LEGO" (detalhe).

Existem muitas dimensões diferentes nessa designação. Elas são tipicamente especificadas pela largura dos trens em pinos ("studs", onde 1 pino ~ 8 mm). As dimensões mais utilizadas pelos trilhos-padrão e as minifigs variam de 6 pinos de largura (o tamanho dos conjuntos oficiais LEGO) a 10 pinos de largura. 
Desde que os trens na vida-real variam em bitola de país para país, as variações à escala são ainda maiores. Uma vez mais recorrendo aos trilhos-padrão e às minifigs, as escalas de 1/38 (10 pinos de largura nos protótipos dos Estados Unidos da América, ou 8 pinos nos da Grã-Bretanha) a 1/70 (6 pinos de largura nos protótipos da Rússia) tem sido registradas.
Os trens "L gauge" tem se tornado cada vez mais populares entre AFOLs de meia-idade, indivíduos que cresceram com o brinquedo quando jovens e frustrados com o modelismo tradicional de trens, baseado na escala H0.

## Utilização

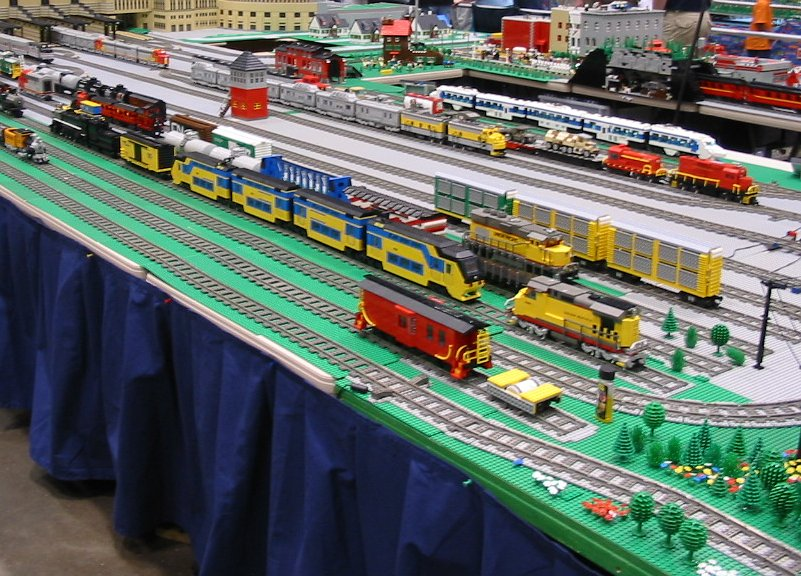
"National Train Show 2005" (panorama).

Conjuntos de trens LEGO que se destacaram em 1980, foram: o Electric Intercity, e a Steam Locomotive, com conjuntos de rodas maiores que todos os já lançados, até então. Por essa característica, o conjunto alimentado por circuitos de 12 Volts foi promovido no Reino Unido com um anúncio onde um grupo de adultos planejava um assalto ao trem dos correios. 
Em outubro de 2007, a Lego anunciou que iria descontinuar os controles de 9 Volts, em favor de um novo sistema a ser lançado em 2009 com "funções mais poderosas".
Um novo trem, chamado "Emerald Night", baseado em uma locomotiva a vapor, foi lançado no verão de 2009, com um kit de conversão para o novo sistema, que incluía um estojo para uma nova bateria recarregável e um controle remoto infravermelho. Deve-se salientar que esse kit só estava disponível para o "Emerald Night", enquanto um novo motor estava em desenvolvimento.